# Teologia

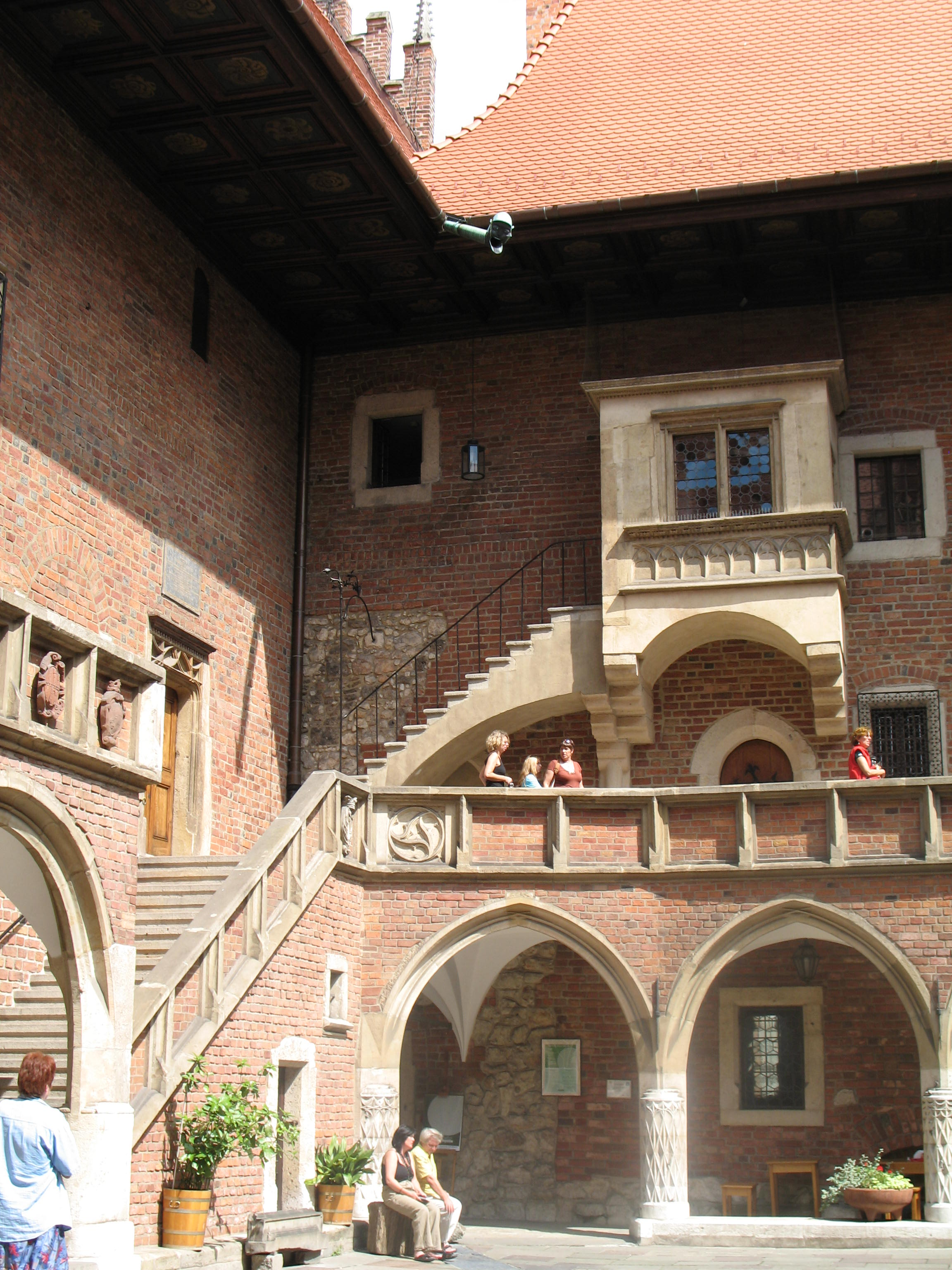
Collegium Maius Uniwersytetu Jagiellońskiego, ufundowane przez królową Jadwigę i Władysława Jagiełłę w 1420 roku. Mieściło w sobie pierwszy wydział teologiczny w Polsce, uznawany wówczas za najważniejszy spośród czterech wydziałów Akademii Krakowskiej

Teologia (gr. θεος, theos, „Bóg”, + λογος, logos, „nauka”) lub sacra doctrina (święta nauka); bogoznawstwo – refleksja nad doktrynami religijnymi, wykraczająca poza religioznawstwo, które nie ocenia prawdziwości religii (w przeciwieństwie do teologii, która zakłada prawdziwość danego wyznania) oraz poza filozofię religii, która to nie opiera się na wierze.
Najpóźniej w średniowieczu zdefiniowano teologię jako odrębną od filozofii i zaliczano do nauk. Później odmawiano teologii tego statusu, zwłaszcza na gruncie pozytywistycznym. Podaje się w wątpliwość zasadność uznawania pytań o Boga za naukowe. Ukazuje się trudności z weryfikowalnością stawianych przez teologię hipotez ze względu na jej związki z wiarą oraz przyjęcie dogmatów jako punktu wyjściowego, co – w rozumieniu tych uczonych – wydaje się stać w sprzeczności z metodą czy paradygmatem naukowym. Polemikę z tymi zarzutami przedstawił m.in. papież Benedykt XVI w Wykładzie ratyzbońskim. Także w Polsce stanowiska są podzielone. Teologia znajduje się na liście dziedzin naukowych ustalonej w 2005 r. przez Centralną Komisję do Spraw Stopni i Tytułów. Jednak część uczonych chce usunięcia teologii z klasyfikacji dziedzin naukowych.
Teologia została rozwinięta w chrześcijaństwie. Pierwotnie była opisem interwencji Boga w życie ludzkiej społeczności i była ściśle związana z liturgią. Na chrześcijańskim Zachodzie, wraz z rozwojem teologii scholastycznej, środek ciężkości przeszedł na wyjaśnianie świata w jego relacji do Boga, z użyciem metod filozoficznych. Stanowi metodyczne studium prawd religijnych objawionych przez Boga, w myśl maksymy łac. fides quaerens intellectum – wiara szukająca zrozumienia. Przez analogię można mówić o refleksji teologicznej również w innych religiach monoteistycznych.

## Historia nazwy

### Literatura grecka
Termin „teologia” został po raz pierwszy użyty przez Platona, który w celu de-mitologizacji poetów greckich, użył tego słowa na określenie filozoficznego poznania (λόγος) bogów. Arystoteles słowem teologia nazwał dział filozofii, który wyjaśnia zasady funkcjonowania świata (kosmos) w odniesieniu do jego Pierwszego Poruszyciela. Filozof ten podzielił teoretyczną filozofię na mathematike, phusike i theologike. Ta ostatnia odnosiła się właściwie do metafizyki.
Czerpiąc ze źródeł greckich, pisarz łaciński Varro wyróżnił trzy formy dyskusji teologicznej: mitycznej (dotyczy mitów o bogach greckich), racjonalnej (analiza filozoficzna bóstwa i kosmologii) i cywilnej (dotyczy rytuałów i publicznych obrzędów).

### Chrześcijaństwo
Ponieważ terminu teologia stosowano do kultu państwowego starożytnej Grecji, był on odrzucany przez pierwszych autorów chrześcijańskich. Wraz z nasilaniem się grup gnostyckich w obrębie chrześcijaństwa, Orygenes (185–254 r.) sięgnął po słowo teologia, by nazwać nim chrześcijańską refleksję nad rozumieniem Boga i wyodrębnić ją z samej wiary. W zmaganiach z Arianizmem, teologią nazwał Atanazy Wielki wyjaśnianie tajemnicy Boga, Jego jedności Osób w Trójcy, jako odrębny dział w stosunku do refleksji na temat Bożego planu zbawienia ludzkości w Chrystusie – nazywanej ekonomią Bożą. Pseudo-Dionizy używał tego słowa na określenie mistyki.
Zachodni Ojcowie Kościoła rzadko używali tego słowa. Podobnie jak wcześniej uczynił to Tertulian (150–240), Augustyn z Hippony (354–430 r.) w księdze VI dzieła Państwo Boże (rozdz. 5) skrytykował sformułowany przez stoików podział teologii na: fizyczną, mityczną i teologię kultu państwowego. Uznał teologię meta-fizyczną za prawdziwą. Używał jednak nazwy łac. doctrina christiana – doktryna, nauka chrześcijańska.
Po 1100 latach po raz pierwszy ponownie użył nazwy teologia Abelard (1079–1142), w odniesieniu do metodycznego (dialektycznego) badania nauczania chrześcijańskiego – łac. Sic et non. Wielcy teolodzy XIII w. woleli używać takich nazw jak sacra doctrina (święta nauka) lub eruditio. Tomasz z Akwinu (1225–1274) używał słowa teologia bardzo rzadko, zawężając je do funkcji naukowych w ramach doctrina sacra. Ten ostatni termin występuje najczęściej w jego Sumie Teologicznej. Tenże teolog, uznając teologię za studium prawdy objawionej, ściśle odróżnił ją od filozofii. Od jego czasów, termin teologia oznaczał metodyczne opracowywanie prawd Bożego Objawienia przez rozum oświecony wiarą.

### Poza chrześcijaństwem
Choć teologia jako dyscyplina rozwinęła się w ramach chrześcijaństwa, znalazła zastosowanie we wszystkich religiach teistycznych.

## Teologia chrześcijańska
W chrześcijaństwie u Ojców Kościoła aż do czwartego wieku, teologia początkowo była nie tyle racjonalną refleksją nad prawdami objawionymi przez Boga, co kontemplacją i lirycznym, poetyckim opisaniem mirabilia Dei, interwencji Boga w życiu ludzkiej społeczności. Zrodziła się w łonie liturgii. Jak zauważył Louis Bouyer, narodziny teologii (Θεολογία) były ściśle związane z obrzędami liturgicznymi. Podobnie wcześniej było w religiach naturalnych starożytnych Greków, gdzie wokół obrzędów rozwinęła się mitologia – swego rodzaju teologia naturalna – będąca próbą opisu pierwotnego doświadczenia sacrum. Bouyer w swej refleksji broni autentyzmu doświadczenia religijnego wyrażonego w mitach. Ukazał, że XIX wieczne wyobrażenie o micie jako o opowieści zmyślonej przez ludzi żyjących w epoce przed racjonalnej zupełnie straciło swą wartość w wyniku XX w. badań porównawczych religii. Obrzędy chrześcijańskie powstały wykorzystując naturalne doświadczenie sacrum, przede wszystkim w takich czynnościach jak jedzenie czy mycie. Według Bouyera: „prawdziwie chrześcijański realizm sakramentalny wymaga ponownego odkrycia realizmu rytualnego wspólnego dla wszystkich niewyszukanych form religii naturalnej”.

### Teologia katolicka

#### Historia

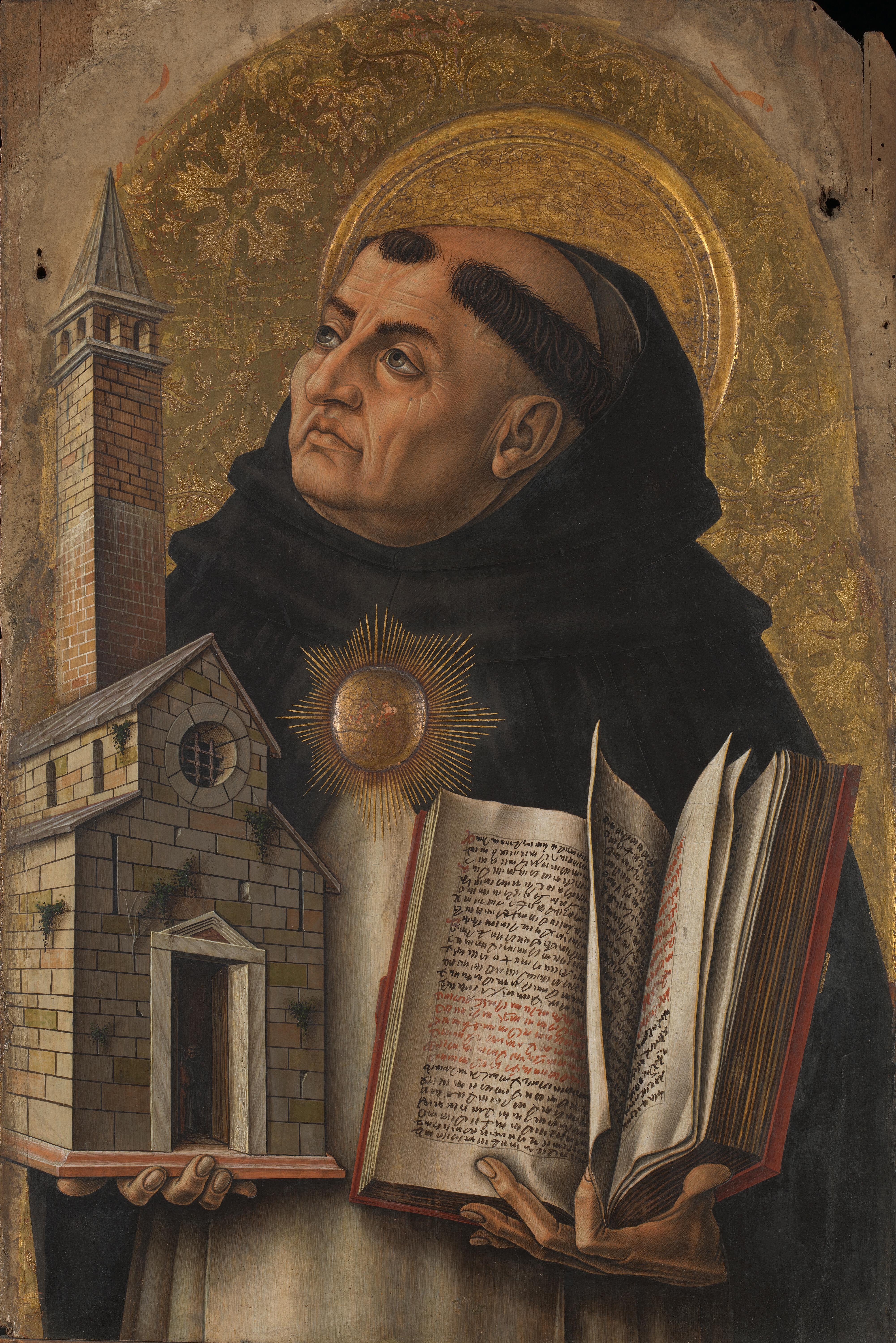
Św. Tomasz z Akwinu jest uznawany za najważniejszego teologa. Do powrotu do tomizmu nawoływały np. encykliki Aeterni Patris (XIX w.) czy Studiorum ducem (XX w.)

Za jednego z pierwszych teologów uznaje się Ireneusza z Lyonu (140–202). Jednak za kolebkę teologii chrześcijańskiej uznawana jest Szkoła aleksandryjska, szczególnie dwaj teolodzy wczesnochrześcijańscy: Klemens Aleksandryjski oraz Orygenes. Refleksja teologiczna tych autorów powstawała pod wpływem zhelenizowanej żydowskiej egzegezy biblijnej Filona oraz filozofii greckiej, zwłaszcza platonizmu. Filon uznawał, że greccy mędrcy zawdzięczali swą mądrość Pięcioksięgowi.
Za ojca łacińskiej teologii i jej terminologii uznaje się Tertuliana.
Zasady doktryny, kultu i prawa chrześcijaństwa kształtował się w pierwszym okresie wspólnie na przestrzeni I-VIII w. przez pisma Ojców Apostolskich i podczas siedmiu soborów powszechnych oraz synodów lokalnych. Były to wspólne sobory i synody jednego niepodzielonego Kościoła:
- sobór nicejski I
- sobór konstantynopolitański I
- sobór efeski zwołany w 431 roku,
- sobór chalcedoński zwołany w 451 roku,
- sobór konstantynopolitański II zwołany w 553 roku,
- sobór konstantynopolitański III zwołany w 680 roku,
- sobór nicejski II zwołany w 787 roku.

Sobory te są wspólnym dziedzictwem doktrynalnym zarówno wspólnot Kościoła katolickiego, jak i kościołów prawosławnych Wschodu i Zachodu i podstawą do dialogu ekumenicznego, zmierzającego do przywrócenia jedności.
W scholastycznych źródłach łacińskich termin zaczyna oznaczać racjonalne badanie doktryny religii chrześcijańskiej, bardziej precyzyjnie oznacza dyscyplinę akademicką, która bada koherencję i implikacje języka i twierdzeń Biblii i tradycji teologicznej (ta ostatnia prezentowana jest przez Piotra Lombarda w kompilacji teologii z 1150 roku Quattuor Libri Sententiarum). Był to standardowy scholastyczny podręcznik akademicki.
Za największego teologa uznaje się Św. Tomasza z Akwinu (XIII w.), wśród znaczących i znanych są wymieniani Albert Wielki, Duns Szkot i Św. Bonawentura.
Teolodzy współcześni podjęli próby włączenia do teologii poszukiwań z zakresu nauk przyrodniczych, ścisłych, społecznych, historii (Pierre Teilhard de Chardin, Gaston Fessard, Romano Guardini, Louis Bouyer, Hans Urs von Balthasar).

#### Przedmiot i metoda
Szczególnym przedmiotem teologii jest istnienie Boga i jego atrybuty oraz jego relacja do świata przyrody i człowieka. Refleksja teologiczna dokonuje się w ramach wyznaczonych przez odnośną do tych rzeczywistości wiedzę rozumową oraz wiarę. Pod terminem „teologia” często rozumie się teologię chrześcijańską, która bada zawartość objawienia Chrystusa i to, co z tego objawienia wynika. W nowszych ujęciach czasem kwestionuje się neutralność teologii jako nauki, podając jako przyczynę to, iż jest spójna jedynie w ramach jednego systemu, tzn. chrześcijaństwa, i ma charakter apologetyczny.
Teologia jest dziedziną, której uprawianie jest nieodłączne od przynależności do Kościoła i wyznawania jego wiary. Filozofia religii jest odrębna od teologii, w tym, że bada religię jako fakt, ale nie jest związana z żadną społecznością religijną. Ponadto, jak zauważył Jacques Maritain, filozofia, gdy bada treści, które są normalnie przedmiotem teologii, jest wolniejsza do stawiania twórczych hipotez, niosąc przez to pomoc teologii i będąc bardziej jej pracownicą badawczą (research worker) niż służebnicą (ancilla):

Światło filozofii chrześcijańskiej nie jest, jak światło teologii, światłem oświecającym rozum, by osiągnął on jakieś zrozumienie tajemnic objawionych, lecz światłem rozumu wzmocnionego przez wiarę, by lepiej pełnił właściwe sobie zadanie prowadzenia badań intelektualnych – a to upoważnia filozofię chrześcijańską do tego, by u szczytu swych możliwości na swój sposób zajmowała się treściami teologii.

Paul P. Gilbert zwrócił uwagę, że „logos” teologii, czyli „rozprawianie”, posiada wartość naukową, o ile pozostaje w harmonii z wymogami ludzkiego rozumu. Wskazuje na odmienne postrzeganie rozumu w średniowieczu i w czasach oświecenia. Podczas gdy w ujęciu średniowiecznym rozum był uważany za obraz Boga, w refleksji oświeceniowej jest on „formalnym panem własnych kryteriów prawdy”. W ten sposób stopniowo zaczęto przeciwstawiać – będące do tej pory w symbiozie – filozofię teologii. Zasadnicze znaczenie w metodologii naukowej zaczęła zajmować matematyka. Nowożytne, oświeceniowe postawy wobec rozumu, przypisujące mu absolutną niezależność w refleksji intelektualnej, wyraził Immanuel Kant w swoim artykule „Czym jest Oświecenie?”: „Oświecenie określa się jako odejście człowieka od stanu małoletniości, w którym pozostaje z własnej winy”. Według Kanta, jedynie ludzie bezwolni i prości wolą pozostawać podporządkowanymi systemom religijnym. Podobnie w życiu społecznym Spinoza postulował odejście do koncepcji zbawienia przez wiarę do zbawienia przez prawo. Hegel krytykował wpływ religii na filozofię i historię w swoim wykładzie inauguracyjnym (Berlin 22.10.1818 r.), który wszedł jako rozdział „Duch Średniowiecza” do jego książki „Lekcja o filozofii historii”. Według niego religia zaczęła wypaczać prawdę już na progu czasów apostolskich. Bronił idei postępu. Etap historii, który sprzeciwia się postępowi, stanowi anty-tezę, którą trzeba przekroczyć w imię kontynuacji postępu. W XX wieku w następstwie odnowy filozofii w Niemczech a historii we Francji, a w konsekwencji także teologii, odchodzi się od skrajnych i tendencyjnych opinii odrodzeniowych i oświeceniowych.
Nie ma zgody co do tego, jaką pozycję wśród innych nauk zajmuje teologia. W obecnym polskim wykazie nauk teologia jest przyporządkowana do dziedziny nauk humanistycznych, niektórzy postulują jednak uznanie jej za naukę swoistą (sui generis) czy też naukę formalną.

#### Dyscypliny
Teologia może być podzielona na trzy zasadnicze działy: Dyscypliny biblijne i historyczne, teologię systematyczną oraz teologię pastoralną. Według K. Rahnera SJ, powrót do pierwotnie czystej teorii teologicznej spowoduje konieczność reformy studiów teologicznych i odkrycie zadań, które zostały przez teologię przeoczone. Stary podział na teologię teoretyczną i ekonomię zbawienia traci swój sens w świetle tego, że ekonomia jest teologią, gdyż jest historią samo-objawiania się Boga. Klasyczny podział teologii wprowadza trzy działy: historyczny, dogmatyczny i praktyczny. Dziedziny te jednak zachodzą na siebie, świadcząc o jedności teologii.
Dziedziny biblijne i historyczne szukają odpowiedzi na pytanie o postać wiary w przeszłości: Wstęp do Pisma Świętego, Egzegeza Starego i Nowego Testamentu, teologia biblijna, historia Kościoła, patrologia, historia dogmatów. Teologia systematyczna szuka odpowiedzi przede wszystkim na pytanie o to, jaką postać wiara, zakorzeniona w przeszłości, ma przyjąć współcześnie: wstęp do teologii, teologie: dogmatyczna, fundamentalna, moralna, mistyczna, duchowości, ekumeniczna, religii. Dziedziny skupione w ramach teologii pastoralnej, zwanej praktyczną, szukają odpowiedzi na pytanie o to, na czym ma polegać współcześnie świadectwo wiary: teologia pastoralna, homiletyka, katolicka nauka społeczna, katechetyka, misjologia, liturgika i prawo kanoniczne teologia małżeństwa i rodziny.

##### Współczesne nurty
Nowe specjalistyczne nurty we współczesnej teologii chrześcijańskiej:
- teologia liberalna
- teologia dialektyczna
- teologia polityczna
- teologia pracy
- teologia procesu
- teologia krytyczna
- teologia śmierci Boga
- teologia sekularyzacji
- teologia techniki
- teologia wyzwolenia
- teologia feministyczna
- teologia queer
- czarna teologia
- teologia dziejów

#### Źródła
Źródła teologii, po łacinie loci theologici, czyli „miejsca teologiczne”. To tam znajduje się źródło teologii, jak również wielu pytań i odpowiedzi. Klasyczny w polskiej literaturze układ miejsc teologicznych podał o. Stanisław Celestyn Napiórkowski:
1. Źródło natchnione – Biblia
2. Źródła nienatchnione
  1. Zobiektywizowane
    1. Podstawowe
      - Symbole wiary
      - Liturgie
      - Wiara Ludu Bożego (sensus fidei)
      - Nauczanie soborów
      - Nauczanie papieża ex cathedra
      - Nauczanie Kościoła rozproszonego po świecie (biskupów i synodów)
      - Nauczanie Ojców Kościoła
      - Zwyczajne nauczanie papieży
      - Historia Kościoła
      - Prawo Kościelne
      - Sztuka sakralna

    2. Pomocnicze
      - Nauczanie teologów
      - Literatura piękna

  2. Niezobiektywizowane
    - Znaki Czasu
    - Człowiek
    - Wiara
    - Doświadczenie osób i wspólnot chrześcijańskich

### Teologia protestancka
W ujęciu J. MacQuarrie będącego w latach 1943–1966 profesorem Union Theological Seminary w Nowym Jorku, całość teologii zawiera się w terminie teologia systematyczna. Termin ten ukazuje pragnienie przestawienia w sposób systematyczny, metodyczny wszystkich konstytutywnych elementów teologii, jako tworzących spójną całość z innymi dziedzinami ludzkiej wiedzy – szczególnie z tymi, które mają bezpośrednie odniesienie do teologii. Autor ten dzieli teologię na następujące działy:
- Teologię filozoficzną, dawniej zwaną teologią naturalną. Jest ona odrębna od filozofii religii, gdyż jest częścią teologicznego przedsięwzięcia.
- Teologia symboliczna – nie w wąskim sensie wyjaśniania symboli wiary, lecz interpretacji wielkich symboli i obrazów dostarczanych przez wiarę chrześcijańską, takich jak Troisty Bóg, stworzenie, upadek człowieka, Wcielenie, eschatologia. Tematy często zwane teologią dogmatyczną, jednak ze względu na pejoratywny wydźwięk, jaki współcześnie nabrało słowo dogmatyczny, należy usunąć je ze słownika. Samo słowo dogmat jako termin techniczny musi pozostać.
- Teologia stosowana – podejmująca refleksję nad przejawami wiary w konkretnej rzeczywistości egzystencjalnej – w instytucjonalnej, kultycznej, i etycznych aspektach. Przygotowuje ona zasady, wedle których wyniki studiów różnych dziedzin teologii będą kierowały się ku swoim obszarom zainteresowania. Te szczegółowe dziedziny są:
  - teologia praktyczna, w postaci takich dyscyplin jak teologia pastoralna, teologia ascetyczna, homiletyka.
  - Liturgika
  - Etyka chrześcijańska i teologia moralna

Apologetyka, podobnie jak Biblistyka i historia teologii nie należą do oddzielnej gałęzi, lecz działają w ramach teologii symbolicznej i stosowanej. Według Johna MacQuarrie linie demarkacyjne pomiędzy poszczególnymi działami i sposobami uprawiania teologii nie powinny być traktowanie zbyt sztywno.

#### Teologia ewangelicka
Według M. Uglorza podstawowa różnica między teologią katolicką a ewangelicką tkwi w tym, że w tej ostatniej nie istnieje nadrzędny urząd kościelny, który by mógł prawdy wiary definiować dogmatycznie. Dlatego dogmat w teologii ewangelickiej to ciągle odnawialny substrat teologicznych i kościelnych dyskusji. Ten proces dyskusji jest rozumiany jako ciągły proces analizy Pisma Świętego, które stanowi źródło wiary i co za tym idzie podstawę i normę teologicznej refleksji. Teologia jako nauka jest istotnym składnikiem procesu dyskusyjnego, aczkolwiek sama nie jest wystarczająca. To, co jest ostatecznie nauczane w kościołach ewangelickich, ustalają wybrane organy kierownicze (prezbiterium, synody), biorąc za podstawę refleksję teologiczną i modlitwę.

##### Definicja
W teologii ewangelickiej termin teologia ma kilka znaczeń.
1. Teologia jako dogmatyka propozycjonalna W tym tradycyjnym modelu tezy teologiczne rozumiane są jako twierdzenia (propositiones) o naturze Boga i świata. Teologia w tym modelu jest ściśle powiązana z ontologią, częściową będąc z nią w syntezie, częściowo zaś w konflikcie. Źródła biblijne rozumiane są jako objawienie boskiej rzeczywistości, którą bez tego objawienia człowiek dostrzega tylko częściowo. Jedynie na podstawie tego objawienia świat może zostać zrozumiany.
2. Teologia jako nauka o wierze Ten model teologii stał się znany głównie dzięki Friedrichowi Schleiermacherowi. Teologia nie opisuje w formie tez natury Boga i świata, ale przedstawia sposób, w jaki ta rzeczywistość jest postrzegana w wierze lub w podmiocie wiary. Tezy religijne są tu przede wszystkim rozumiane jako wyraz wewnętrznej religijności (np. uczucie religijne czy wielkość aprioryczna u Schleimachera), które warunki konstytucyjne teologia bada, ale też na których się jednocześnie opiera. Również teksty biblijne są w tym modelu wyrazem religijności, a ich specjalna rola wynika tylko z tego, że są najstarszymi świadectwami o początkach religijności chrześcijańskiej, a przez to najpewniej przedstawiają ją w sposób niezafałszowany.
3. Teologia jako system praw Jest to nowy i obecnie bardzo rozwijany model, związany np. z pracami George’a Lindbecka. Tezy teologiczne mają tu formę systemu twierdzeń. Oznacza to, że tezy teologiczne nie opisują ontologicznie rzeczywistości, nie są też wyrazem uczuć religijnych, natomiast budują reguły chrześcijańskiej dysputy o Bogu. To rozumienie teologii jest powiązane z nowszymi filozoficznymi kierunkami i opiera refleksję teologiczną szczególnie mocno na praktyce wiary. Teksty biblijne mogą być w tym modelu różnie traktowane. Mogą być traktowane same jako reguły wypowiedzi o wierze, ale też mogą być poddane uregulowanej praktyce interpretacji (np. Nicholas Lash, Stanley Hauerwas). Rozbudowana nauka o rozumieniu tekstów biblijnych (hermeneutyka biblijna) jest w tym modelu obecnie dezyderatem teologii ewangelickiej.

Wspólną cechą tych modeli jest wywodzenie teologii z refleksji dogmatycznej. Przez to jednak nie są wykluczane inne dyscypliny teologiczne. Te mogą być traktowane jako przedmioty pomocnicze albo własne modele teologiczne (zwłaszcza przedmioty egzegetyczne). Egzegeci są z reguły postrzegani jako właściwi teologowie biblijni w sensie i tradycji Reformacji, co wynika z postulatu sola scriptura, czyli oparcia teologii jedynie na tekstach Pisma Świętego. Również przedstawiciele modeli zorientowanych dogmatycznie opierają się na analizie Pisma Świętego i widzą swoje tezy jako wywiedzione z Biblii.

##### Podział
Teologia ewangelicka jest zwykle dzielona na cztery działy. Są to:
- teologia biblijna, obejmująca takie dyscypliny jak: egzegeza biblijna, teologia Starego Testamentu, teologia Nowego Testamentu,
- teologia historyczna, obejmująca takie dyscypliny jak: historia dogmatu i teologii, symbolika, historia Kościoła,
- teologia systematyczna, obejmująca takie dyscypliny jak: dogmatyka, etyka, apologetyka, filozofia religii (niekiedy nie jest ona zaliczana do dyscyplin teologicznych),
- teologia praktyczna, obejmująca takie dyscypliny jak: homiletyka, katechetyka, liturgika, misjologia.

## Teologia żydowska
Podobnie do islamistycznego kalamu, teologia żydowska rozpada się na kierunek rabinacki i karaimski.
Z powodów historycznych naród żydowski kierował się bardziej ku praktykowaniu wiary niż ku spekulacji teoretycznej. Wpływ na to miały: dziedzictwo biblijne wraz z jego naciskiem na wykonywanie woli Boga bardziej niż na zastanawianie się kim On jest; Talmud, który stawia na pierwszym miejscu doskonałe wypełnianie Prawa; nieobecność takich doktryn jak chrześcijańska nauka o Trójcy Świętej; rozproszenie Izraela na wiele wspólnot o różnych wzorcach myślowych. Odmienne zastrzeżenia do teologii wysuwane są przez różne środowiska: Żydzi z nurtu świeckiego sprzeciwiają się theos teologii. Ortodoksi nieufnie podchodzą do jej logos, jako zagrażającej wierze, która polega przede wszystkim na posłuszeństwie przykazaniom prawa Bożego – czemu może jedynie zaszkodzić roztrząsanie ich korzeni. Jednak Żydzi zawsze myśleli bardzo głęboko o Bogu, dlatego można mówić o teologii żydowskiej, nawet jeśli niektórzy wolą określać tę refleksję inną nazwą.
W okresie po Wygnaniu babilońskim Tora była sumą teologiczną judaizmu. Teologia rabinacka miała silne nastawienie eschatologiczne, oczekując życia wiecznego postawionego w opozycji do doczesności. Rozwijano też refleksję nad dwoma impulsami, dynamizmami w człowieku: dobrym (yezer ha-tov), który wznosi człowieka w górę i złym (yezer ha-ra), który ciągnie go w dół. Pojęcie królestwa Bożego w rabinicznej teologii rozumiano jako postawę umysłu uznającego autorytet Boga, jak i najwyższą władzę Boga nad swym ludem.
Średniowiecze można uznać za czas narodzin żydowskiej teologii. Refleksja uczonych myślicieli kształtowała się pod wpływem arystotelizmu i neoplatonizmu, a także arabskiej kalam. Chociaż mówi się czasem o żydowskiej filozofii średniowiecznej, tak naprawdę była to żydowska teologia średniowieczna. Chociaż bowiem bezsprzecznie czerpała z myśli greckiej, jej celem nie było wypracowanie nowych pozycji filozoficznych, lecz umocnienie tradycyjnych poglądów, wypływających z wiary. Wśród teologów tego okresu wymienić należy:
- Saadiah syn Józefa Gaona, jego dzieło Emunot ve-De’ot (Twierdzenia wiary i opinie) napisane w 933 r.
- Bahiya syn Józefa ibn Paquada, Hovot ha-Levavot (Obowiązki serca)
- Juda Halevi, Kuzari
- Abraham ibn Daud, Emunah Ramah (Wzniosła Wiara)
- Majmonides, poza traktatami medycznymi wszystkie jego dzieła były teologiczne, szczególnie Przewodnik błądzących
- Lewi Gerszom, Milhamot Adonai (Wojny Pana)
- Hasdai Crescas, Or Adonai (Światłość Pana), w której krytykuje arystotelizm
- Izaak syn Mojżesza Arama, Akedat Iizaak (Ofiara Izaaka)
- Izaak Abrabanel
- Józef syn Haim Jabeza, hiszpański teolog wrogi filozofii.
- Rabbi Mojżesz di Trani (Mabbit), Beit Elohim (Dom Boży), skupiał się na trzech dziedzinach: modlitwa, pokuta dogmaty judaizmu[35].

Nowożytna teologia żydowska inspirowała się niemiecką filozofią, np. Kanta i Hegla oraz teologią, F. Schleiermachera i A. Ritschla. Wśród żydowskich myślicieli, którzy wnieśli wiele do teologii żydowskiej, należy wymienić następujących: wrocławski rabin Abraham Geiger, Zachariasz Frankel, Leopold Zunz, Nachman Krochmal, Solomon Ludwig Steinheim, Samuel Hirsch, Samson Rafael Hirsch, Solomon Formstecher i Hermann Cohen.
W XX w. także Ruch nowoczesnej ortodoksji zmuszony był podjąć poważne tematy teologiczne. Np. rabin A.I. Kook pisał o duchowym znaczeniu Syjonu. Należy wymienić też takich XX w. myślicieli jak: Izaak Breuer, uczeni skupieni w litewskim ruchu Musar, np. rabini J.L. Bloch i E.E. Dessler. Również egzystencjalizm było obecny w żydowskiej myśli teologicznej XX w., zwłaszcza w twórczości pisarzy: Abrahama Joszuy Heschela i J.B. Soloveichika. Doktryna śmierci Boga była na ogół odrzucana przez żydowskich teologów, z wyjątkiem R.L. Rubensteina.
W latach 60 XX w. opublikowano kilka akt sympozjów, np.:
- Rediscovering Judaism: Reflections on a New Jewish Theology (wydał A. J. Wolf 1965),
- Varieties of Jewish Belief (wydał I. Eisenstein, 1966)
- Condition of Jewish Belief (1966), pierwotnie wydane w Commentary (sierpień 1966).

Nie ma żydowskiego czasopisma poświęconego teologii. Następujące tytuły publikują artykuły o charakterze teologicznym:
- W USA: Judaism; Conservative Judaism; Central Conference of American Rabbis Journal; Tradition.
- W Izraelu: Perozedor, Petahim oraz De’ot[36].

## Teologia muzułmańska
W islamie odpowiednik chrześcijańskich studiów teologicznych nosi nazwę kalām (ar. کلام). W przeciwieństwie do chrześcijaństwa, rozważania tego typu są tam sprawą drugorzędną w porównaniu z analizą prawnych aspektów świętych tekstów.
Głównymi obszarami zainteresowania islamskich teologów są atrybuty Allaha, eschatologia i relacja między Allahem a ludźmi. W teologii szyickiej ważnym zagadnieniem jest też rola imamów. Charakterystyczną cechą jest teologia negatywna, polegająca na rozpatrywaniu czym Allah nie jest. Sprawą kontrowersyjną jest, czy atrybuty Allaha mają być rozumiane dosłownie czy metaforycznie.
Twórcą muzułmańskiej teologii był asyryjski lekarz Hunajn Ibn Ishak, żyjący w IX wieku. Współcześnie w islamie istnieją cztery szkoły teologiczne: salafici, aszaryci, mutazylici i hanbalici.

## Teologia hinduistyczna
Z reguły nie używa się terminu „teologia” w odniesieniu do hinduizmu. Jednak istnieje ona w tej religii. Jest ona ściśle powiązana z filozofią indyjską i opiera się na świętych tekstach hinduizmu. Teologie hinduistyczne są bardzo zróżnicowane w zależności od sampradaja i regionu. Hinduistyczne poglądy teologiczne są (wbrew obiegowym opiniom) monoteistyczne, monistyczne, panteistyczne, panenteistyczne, henoteistyczne, a nawet według niektórych politeistyczne (w szerokim rozumieniu tego terminu) lub też ateistyczne (rzadko).

## Teologia buddyjska
Choć użycie terminu teologia w stosunku do buddyzmu wydaje się nieco nieadekwatne, gdyż buddyzm stanowi religię nie traktującą o istnieniu Bóstw to Buddologia (często występująca na zachodnio europejskich uniwersytetach pod nazwą „studia buddyjskie” ang. Buddhist studies) jest nauką de facto stanowiącą buddyjski odpowiednik teologii. Buddologia jest nauką starającą się badać poszczególnie dogmaty buddyzmu jego kosmologię oraz dokonywać analizy różnych buddyjskich pism (będących de facto traktatami teologicznymi spisywanymi przez mistrzów) czy też prowadzić analizy komparatystyczne pomiędzy różnymi szkołami buddyzmu oraz badać sylwetkę buddyjskiego kręgu kulturowego. Badacz Jose Ignacio Cabezon uważa, że Buddologia jest jak najbardziej teologią. Buddyzm zawiera zdecydowaną większość zjawisk obecnych w innych religiach i zdaniem badacza ograniczanie teologii tylko do aspektu Boga jest niepoprawne. Dlatego też Cabezon twierdzi, że mówienie o buddyjskiej teologii nie jest błędem, pomimo że samo słowo w oryginale pochodzące z greki zawiera przedrostek „theos” oznaczającego Boga.

## Teologia jako nauka

### Teologia chrześcijańska jako nauka

#### W ujęciu Tomasza z Akwinu
Zagadnienie, czy teologia może być uznana za naukę, było szeroko dyskutowane w średniowieczu w XIII w. – w epoce, kiedy kształtowały się pierwsze europejskie uniwersytety wraz z ich katedrami teologii. Tomasz z Akwinu poruszał to zagadnienie w Komentarzu do De Trinitate Boecjusza q. 2, pytając się o teologię jako naukę w arystotelesowskim znaczeniu tego słowa: Czy w odniesieniu do spraw Bożych, który podpadają pod wiarę, może istnieć jakaś nauka – łac. Utrum de divinis quae fidei subsunt possit esse aliqua scientia? To samo zagadnienie zreferowane jest w Tomaszowym prologu Komentarza do Sentencji Piotra Lombarda, art. 1 oraz art. 3, rozw. 2. Wśród kwestii-argumentów przeciwko można wyróżnić trzy zasadnicze:
1. Wiara chrześcijańska ma jako przedmiot tajemnicę, która nie jest oczywista.
2. Przyzwolenie wiary powinno zawsze poprzedzać rozum, podczas gdy przyzwolenie ducha zdaje się budować na rozumie.
3. Artykuły, prawdy wiary, które w porządku wiary odgrywają rolę zasadniczą, nie są same w sobie oczywiste.

Przykładem trudności może być pytanie o Boga, czy może On być przesłanką rozumowania, będąc formą prostą (p. 3), której istoty człowiek nie może poznać w sposób adekwatny (p. 2)?
Odpowiedź Tomasza idzie w kierunku wykazania paralelizmu teologii do filozofii. W Komentarzu do De Trinitate Boecjusza q. 2 art. 2 przytacza on argumenty Arystotelesa z Organonu:
1. Nauka jest działalnością rozumu /łac. motus/, który łączy pewne obszary poznania jeszcze niejasne i nieusystematyzowane z innymi obszarami już bardziej jasnymi i usystematyzowanymi. Tworzy to zbiór sylogizmów sprawdzalnych /sylogismi demonstrativi/, które w przeciwieństwie do sylogizmów dialektycznych albo aporii sofistycznych, dostarczają prawdziwej wiedzy: Gdyż wiedza, wydaje się być niczym innym niż poznaniem prawdy jakiegoś wniosku poprzez przeprowadzenie widzialnego (sprawdzalnego) dowodzenia – łac. scire nihil aliud esse videatur quam intelligere veritatem alicujus conclusionis per demonstrationem.
2. Działalność rozumu /motus/ nie jest nieograniczona i nie zatacza logicznych kół. Ma za swój punkt wyjścia pierwsze zasady, a osiąga swój kres poprzez sformułowanie wniosków. W pewnym sensie owoce refleksji naukowej są pewne, gdyż istnieją pierwsze przyczyny, które są pewne
3. Pewność naukowa wynika z odnalezienia powiązania między wnioskami i zasadami – nazywa się to wnioskowaniem /łac. resolutio/ – i jest pewnością zapośredniczoną /łac. mediate/. To zapośredniczenie nie jest zrozumiałe, jeśli się nie przyjmie pierwszych zasad. Te zaś, same w sobie, nie mogą być przedmiotem nauki doświadczalnej /łac. Scientia demonstrativa/, ich oczywistość musi być rozpoznana przez rozum, inteligencję /łac. intellectus, gr. nous/.

W myśl tych stwierdzeń można wskazać bieg refleksji teologicznej prowadzący od wiary do poznania rozumowego, od pewnej początkowej podstawy do rozwiniętego zbioru twierdzeń, od zasad do wniosków. Warunkiem istotnym jest przestrzeganie pewnej przejrzystości wewnętrznej prawd wiary. Należy nie dopuszczać do stawiania w opozycji rozumu, tego, co jest dla niego oczywiste, i wiary, wraz z jej nieoczywistymi twierdzeniami.

#### W ujęciu Karla Rahnera
Według K. Rahnera SJ teologia jest nauką, gdyż jest świadomym i metodycznym wyjaśnieniem Objawienia Bożego otrzymanego przez wiarę. Jest to możliwe, ponieważ Słowo Boże zawiera element znaczeniowy, który wymaga dalszego wyjaśnienia w wierze, jak również konfrontacji z innymi prawdami. Jeśli naukę rozumieć jako metodyczną refleksję, absurdem jest negowanie naukowego charakteru teologii. Są trzy racje tego stwierdzenia:
1. Nie ma znanego w historii innego określenia nauki poza tym, że jest to refleksja metodyczna. Negacja naukowości teologii, ze względu na to, że nie stosuje ona metod empirycznych, jest obce w stosunku do tego, jak zawsze – według Rahnera – w historii rozumiano naukę. Zawężanie nauki do weryfikowalnych i mierzalnych faktów doświadczalnych, dostarczanych przez nauki przyrodnicze, matematykę i inne dziedziny nieposługujące się sądem jakościowym jest czymś arbitralnym, kwestią terminologii.
2. Teologia ma odrębny przedmiot od innych dziedzin, którym jest wydarzenie i zawartość wiary chrześcijańskiej, mającej naturę kościelną. Nawet jeśli chrześcijaństwo jest odrzucane jako ideologia i błąd, jest ono wydarzeniem historycznym i psychologicznym – badanie go, choćby zredukowane do religioznawstwa, pozostaje metodyczną refleksją nad kulturowym zjawiskiem, jakim jest religia.
3. To, że chrześcijańska teologia bada wydarzenie i zawartość chrześcijaństwa w świetle wiary, nie pozbawia jej charakteru nauki. Element zaangażowania w teologii jest komplementarny w stosunku do jej refleksji, krytycznie badającej wszystko, co jest jej przedmiotem, bez wyłączania apriorycznie żadnego zagadnienia. Umysł krytyczny ma wewnętrzną zdolność rozpoznania pewnych przed-krytycznych założeń. Jednak żadna refleksja teoretyczna nie jest wolna od pewnych decyzji odnośnie do praktycznych założeń (rozum teoretyczny – rozum praktyczny). Założeń tych nigdy też nie można zgłębić i wyczerpać do końca[40]

Wiara ma następujące znaczenie w odniesieniu do rozumowej refleksji w teologii:

Ponieważ teologia jest krytyczną i metodyczną refleksją nad wiarą, bezpośrednim podmiotem (osobą uprawiającą teologię) nie jest po prostu człowiek wyposażony w nadprzyrodzony habitus (sprawność) wiary, lecz człowiek jako istota obdarzona rozumem, zachowująca rozróżnienie między wiarą i teologią. Ponieważ jednak teologia ma pozostać nauką wiary, wiara ma być przedmiotową inspiracją – a nie jedynie samym przedmiotem – tego działania ludzkiego rozumu. W ten sposób przedmiot teologii może być opisany jako ratio fide illustrata – rozum oświecony wiarą (D 1799), choć nie należy tu przyjmować ratio w sensie racjonalistycznym.

Teologia jest dziedziną nauki, gdyż zajmuje się systematycznym studium doktryny kościelnej, przebiegiem jej rozwoju. W jej polu zainteresowania są także studia historyczne, krytyczne i egzegetyczne Biblii i historii kościoła oraz jego instytucji.

#### W ujęciu papieża Benedykta XVI
Papież Benedykt XVI w swym wykładzie ratyzbońskim wygłoszonym w 2006 r. bronił miejsca teologii między dyscyplinami, którymi zajmuje się uniwersytet, ukazując, że ograniczanie nauk jedynie do tego, co empirycznie sprawdzalne jest zacieśnianiem horyzontów rozumowych człowieka i negacją tego co stanowi o wielkości dziedzictwa europejskiego i światowego:

Choć cieszymy się z nowych możliwości otwierających się przed ludzkością, widzimy także niebezpieczeństwa rodzące się z tych możliwości i musimy zadać sobie pytanie, jak możemy je przezwyciężyć. Uda nam się to uczynić tylko wtedy, gdy rozum i wiara spotkają się w nowy sposób, jeśli przezwyciężymy nałożone przez rozum sam na siebie ograniczenie do tego, co empirycznie sprawdzalne i jeśli ponownie otworzymy jego szerokie horyzonty. W tym znaczeniu teologia słusznie należy do uniwersytetu i do szeroko zakrojonego dialogu nauk, nie tylko jako dyscyplina historyczna i jedna z nauk humanistycznych, ale dokładnie jako teologia, jako dociekanie racjonalności wiary.

W podsumowaniu swego wykładu, w którym mówił wiele o spotkaniu wiary z logos greckiej filozofii, papież stwierdził konieczność uznania racjonalnej struktury materii i zgodności między tym, co duchowe w człowieku, a rozumnymi strukturami, które można dostrzec w świecie. Refleksja nad tą rozumnością świata jest według papieża domeną nie nauk empirycznych, lecz właśnie filozofii i teologii:

Jednocześnie, jak starałem się pokazać, nowoczesny rozum naukowy ze swym nieodłącznym elementem platońskim nosi w sobie pytanie, które wskazuje poza niego i poza możliwości jego metodologii. Nowoczesny rozum naukowy musi po prostu przyjąć racjonalną strukturę materii i zgodność pomiędzy naszym duchem a panującymi racjonalnymi strukturami natury jako fakt, na którym musi oprzeć swą metodologię. A jednak pytanie, dlaczego tak musi być, jest realnym pytaniem i to takim, które musi zostać przekazane przez nauki przyrodnicze innym metodom i poziomom myślenia – filozofii i teologii. Dla filozofii i, choć w inny sposób, dla teologii, wsłuchiwanie się w wielkie doświadczenia i przemyślenia tradycji religijnych ludzkości, a zwłaszcza wiary chrześcijańskiej, jest źródłem poznania, a ignorowanie tego byłoby niemożliwym do zaakceptowania ograniczeniem naszego [pola] percepcji i reakcji.

### Krytyka
Opinie na temat tego, czy rozsądna dyskusja na temat boskiej natury jest możliwa, od dawna stanowiły przedmiot sporów. Już w V w. p.n.e. Protagoras – znany z tego, że został wydalony z Aten z powodu swojego agnostycyzmu w kwestii istnienia bóstw – twierdził, że „odnośnie do bogów nie mogę wiedzieć, czy istnieją lub nie istnieją albo jaką mogą mieć postać, bo wiele stoi na przeszkodzie poznania: niejasność tematu oraz krótkotrwałość ludzkiego życia”.
Amerykański rewolucjonista Thomas Paine napisał w swoim dziele Wiek rozumu:

Studium teologii, takie jakie mamy w Kościołach chrześcijańskich, jest studium niczego; nie jest oparte na niczym; nie opiera się na żadnych zasadach; rozwija się bez autorytetów; nie ma danych; niczego nie może wykazać; nie dochodzi do żadnych wniosków. Cokolwiek nie może być studiowane jako nauka bez posiadania zasad, na których się opiera; jako że jest to przypadek chrześcijańskiej teologii, jest to studium o niczym.

Ateistyczny filozof Ludwig Feuerbach poszukiwał rozwikłania teologii w swoim dziele Zasady filozofii przyszłości: „Zadaniem współczesnej epoki jest zrozumienie i uczłowieczenie Boga – przekształcenie i rozpad teologii w antropologię”. Odzwierciedlało to jego wcześniejszą pracę Wykłady o istocie chrześcijaństwa (opublikowaną w 1841), za którą odebrano mu uprawnienia do nauczania w Niemczech, w której napisał, że teologia jest „splotem sprzeczności i urojeń”.
W swoim eseju Analiza krytyczna etyki i teologii („Critique of Ethics and Theology”) analityczny filozof pozytywistyczny A.J. Ayer chciał wykazać, że wszystkie twierdzenia na temat Boga są bezsensowne i jakikolwiek boski atrybut jest niedowodliwy. Napisał:

Aktualnie jest powszechnie przyjęte – w każdym razie przez filozofów – że istnienie bytu, który posiada cechy przypisywane bogu jakiejkolwiek nie-animistycznej religii, nie może być przekonująco dowiedzione... Wszystkie wypowiedzi na temat natury Boga są nonsensowne.

W eseju Przeciwko teologii („Against Theology”) filozof Walter Kaufmann wykazywał różnice między teologią a religią w ogólności.

Teologia nie jest oczywiście religią; duża część religii jest zdecydowanie antyteologiczna... Zatem atak na teologię niekoniecznie musi oznaczać atak na religię. Religia może być – i często jest – nieteologiczna albo nawet antyteologiczna.

Jednakże Kaufmann stwierdził, że „chrześcijaństwo niechybnie jest religią teologiczną”.

### Teologia w Polsce

#### Wydziały teologiczne w Polsce po 1989 roku
Głównymi ośrodkami naukowymi uprawiania teologii w Polsce są wydziały teologiczne, posiadające uprawnienia do nadawania stopni naukowych. Istotną rolę w rozwoju teologii jako dziedziny nauki odgrywa Komitet Nauk Teologicznych PAN oraz teologiczne stowarzyszenia naukowe.
Wydziały uczelni państwowych
- Wydział Teologiczny Chrześcijańskiej Akademii Teologicznej w Warszawie
- Wydział Teologiczny Uniwersytetu im. Adama Mickiewicza w Poznaniu
- Wydział Teologiczny Uniwersytetu Kardynała Stefana Wyszyńskiego
- Wydział Teologiczny Uniwersytetu Mikołaja Kopernika
- Wydział Teologiczny Uniwersytetu Opolskiego
- Wydział Teologiczny Uniwersytetu Szczecińskiego
- Wydział Teologiczny Uniwersytetu Śląskiego
- Wydział Teologii Uniwersytetu Warmińsko-Mazurskiego

Wydziały uczelni niepublicznych
- Papieski Wydział Teologiczny w Warszawie
- Papieski Wydział Teologiczny we Wrocławiu
- Wydział Teologiczny Uniwersytetu Papieskiego Jana Pawła II
- Wydział Teologii Katolickiego Uniwersytetu Lubelskiego Jana Pawła II

#### Nieistniejące wydziały teologiczne polskich uniwersytetów
- Wydział Teologiczny Uniwersytetu Jagiellońskiego
- Wydział Teologiczny Uniwersytetu Jana Kazimierza we Lwowie
- Wydział Teologiczny Uniwersytetu Stefana Batorego w Wilnie
- Wydział Teologii Ewangelickiej Uniwersytetu Warszawskiego
- Wydział Teologii Katolickiej Uniwersytetu Warszawskiego